# Мосины
Мосины — деревня в Котельничском районе Кировской области в составе Юрьевского сельского поселения.

## География
Располагается на расстоянии примерно 17 км по прямой на север-северо-восток от райцентра города Котельнич на правобережье реки Молома.

## История
Известна с 1802 года как деревня Ердяковская с 5 дворами. В 1873 году здесь (Ердяковская или Мосины) было отмечено дворов 8 и жителей 56, в 1905 11 и 76, в 1926 (Мосины или Ердяковы) 14 и 93, в 1950 17 и 61, в 1989 оставалось 5 жителей. Настоящее название утвердилось с 1939 года.

## Население
Постоянное население  составляло 2 человека (русские 100%) в 2002 году, 3 в 2010.